# Farmakoforové modelování
Farmakoforové modelování je výpočetní metoda využívaná při racionálním návrhu léčiv. Jak vyplývá z definice farmakoforu, každé biologicky aktivní sloučenině lze přiřadit určité vlastnosti (např. donor nebo akceptor vodíkové vazby, hydrofobní zbytek apod.) na základě chemických skupin v její struktuře.
Tato metoda lze použít v racionálním návrhu léčiv při přístupu, který je založen na struktuře biomolekuly (anglicky structure-based), to je případ, kdy známe strukturu cílové biomolekuly a hledáme ligandy, které se budou vázat do vazebného místa proteinu. Farmakoforové modelování lze využít ale i u přístupu založeného na ligandech (anglicky ligand-based), kdy známe aktivní ligandy, které se vážou na cílovou biomolekulu, u nichž neznáme přesnou strukturu, a chceme vytvořit nové účinnější molekuly (ligandy) podle podobných vlastností známých aktivních ligandů. Tento přístup je i více využíván.
Výhodou farmakorového modelování je univerzální reprezentace vazebných motivů, poměrně rychlé porovnání knihoven a databází a ne příliš velká výpočetní náročnost, která se ale odvíjí od volby popisu modelu. Naopak nevýhodou může být pouze kvalitativní výsledek, který nám říká, zda se daná molekula váže či neváže do aktivního místa. 
Molekuly mají svou určitou 3D strukturu, kterou lze pomocí farmakoforů vyjádřit jako souhrn vlastností určitých částí molekuly. Nejpoužívanější vlastnosti na určení farmakoforu jsou donory vodíkové vazby, akceptory vodíkové vazby, kyselé skupiny, bazické skupiny, parciální náboj, alifatické hydrofobní zbytky a aromatické hydrofobní zbytky. Tyto vlastnosti jsou většinou reprezentovány jako kulička s určitým poloměrem, který odpovídá toleranci pro porovnávání farmakoforů. Častý problém při popisu farmakoforového modelu je použití velkého množství chemických vlastností pro velmi specifický popis vazebného místa či ligandu. Při velmi konkrétních vlastnostech modelu je obtížné najít v databázi odpovídající molekulu. Proto je nutné limitovat počet popsaných vlastností, obvykle se využívá tři až sedm vlastností. Pro tvorbu farmakoforového modelu se využívá různých softwaru, např. LigandScout, Catalyst, Phase, MOE a další. Různé softwary mohou pro stejné molekuly přiřadit odlišné vlastnosti a vytvořit jiný farmakoforový model.

## Farmakoforové modelování založené na struktuře biomolekuly (Structure-based)
Přístup založený na struktuře biomolekuly využívá 3D strukturu biomolekulárního cíle (většinou proteinu), kterou lze získat z databází např. PDB (Protein Data Bank). Při tomto přístupu dochází k analýze chemických vlastností aktivního místa biomolekulárního cíle. Farmakoforové modelování založené na struktuře je možné rozdělit do dvou podkategorií, které jsou založeny buď na komplexu biomolekuly a ligandu, nebo pouze samotné biomolekuly (bez ligandu).
Přístup založený na komplexu ligandu a biomolekuly je vhodný pro prozkoumání vazebného místa ligandu a klíčových interakcí mezi ligandem a biomolekulou, které probíhají ve vazebném místě při navázání. Přístup založený na samotné biomolekule probíhá formou hledání vhodného ligandu do vazebného místa. 

## Farmakoforové modelování založené na ligandu (Ligand-based)
Tento přístup je využíván v případě, že známe soubor aktivních ligandů a známe i jejich strukturu, ale neznáme přesnou strukturu cílové biomolekuly. Typický pracovní postup při farmakoforovém modelování založeného na ligandu je následující:
- generování konformerů aktivních ligandů
- přiřazení farmakoforových vlastností
- nalezení společných vlastností aktivních sloučenin

Takto vytvořený farmakoforový model se následně porovná pomocí algoritmu s databází sloučenin a výsledkem je poté nalezení určitého počtu sloučenin, které mají podobné farmakoforové vlastnosti jako vytvořený model. O souboru vybraných sloučenin víme pouze to, že se budou vázat do aktivního místa cílené biomolekuly, neznáme ovšem informaci, zda bude aktivní, a zdali bude mít vyšší aktivitu než původní ligandy, nebo bude inaktivní. 
U farmakoforového modelování založeného na ligandech lze využít i metodu, která je založena na fragmentech ligandů (anglicky fragment-based). Při této metodě je farmakoforový model rozdělen na dvě části a každá část se porovná s knihovnou fragmentů. Po nalezení fragmentů podobných těm původním dojde ke spojení nově nalezených a k vytvoření nové molekuly, která však musí být chemicky realizovatelná.